# Хірая

35°19′24″ пн. ш. 137°37′49″ сх. д. / 35.32333° пн. ш. 137.63028° сх. д.
Хіра́я (яп. 平谷村, ひらやむら, МФА: [çiɾaja muɾa]) — село в Японії, в повіті Сімо-Іна префектури Наґано. Станом на 1 квітня 2009 площа села становила 77,40 км². Станом на 1 липня 2011 населення села становило 578 осіб.